# Xương chậu
Xương chậu là xương dẹt, do 3 xương nhỏ tạo thành xương cánh chậu ở trên, xương mu ở trước dưới, xương ngồi ở sau dưới. Xương chậu có hình cánh quạt, có 2 mặt, 4 bờ, 4 góc và là xương lớn nhất trong cơ thể.
Các mặt:
- Mặt ngoài: ở giữa có ổ cối khớp với chỏm xương đùi, xung quanh là vành ổ cối không liên tục dưới khuyết ổ cối. Dưới ổ cối có lỗ bịt hình vuông hoặc hình tam giác, phía trước là xương mu, phía sau là xương ngồi, phía trên là xương cánh chậu lõm xuống tạo thành hố chậu, ở hố chậu có 3 diện bám của cơ mông.
- Mặt trong: giữa có gờ vô danh chia mặt sau là 2 phần:
+ Phần trên có lồi chậu, phía sau có diện nhĩ
+ Phần dưới có diện vuông và lỗ bịt
Các bờ:
- Bờ trước lồi lõm từ trên xuống dưới gồm gai chậu trước trên, khuyết nhỏ, gai chậu trước dưới, diện lược, mào lược, gai mu.
- Bờ sau cũng lồi lõm từ trên xuống dưới gồm gai chậu sau trên, gai chậu sau dưới, khuyết ngồi lớn, gai ngồi, khuyết ngồi bé, ụ ngồi.
- Bờ trên hay mào chậu cong hình chữ S dày ở phía trước và phía sau, mỏng ở giữa.
- Bờ dưới hay ngành ngồi mu do xương ngồi và xương mu hợp thành.
Các góc:
- Góc trước trên là gai chậu trước trên

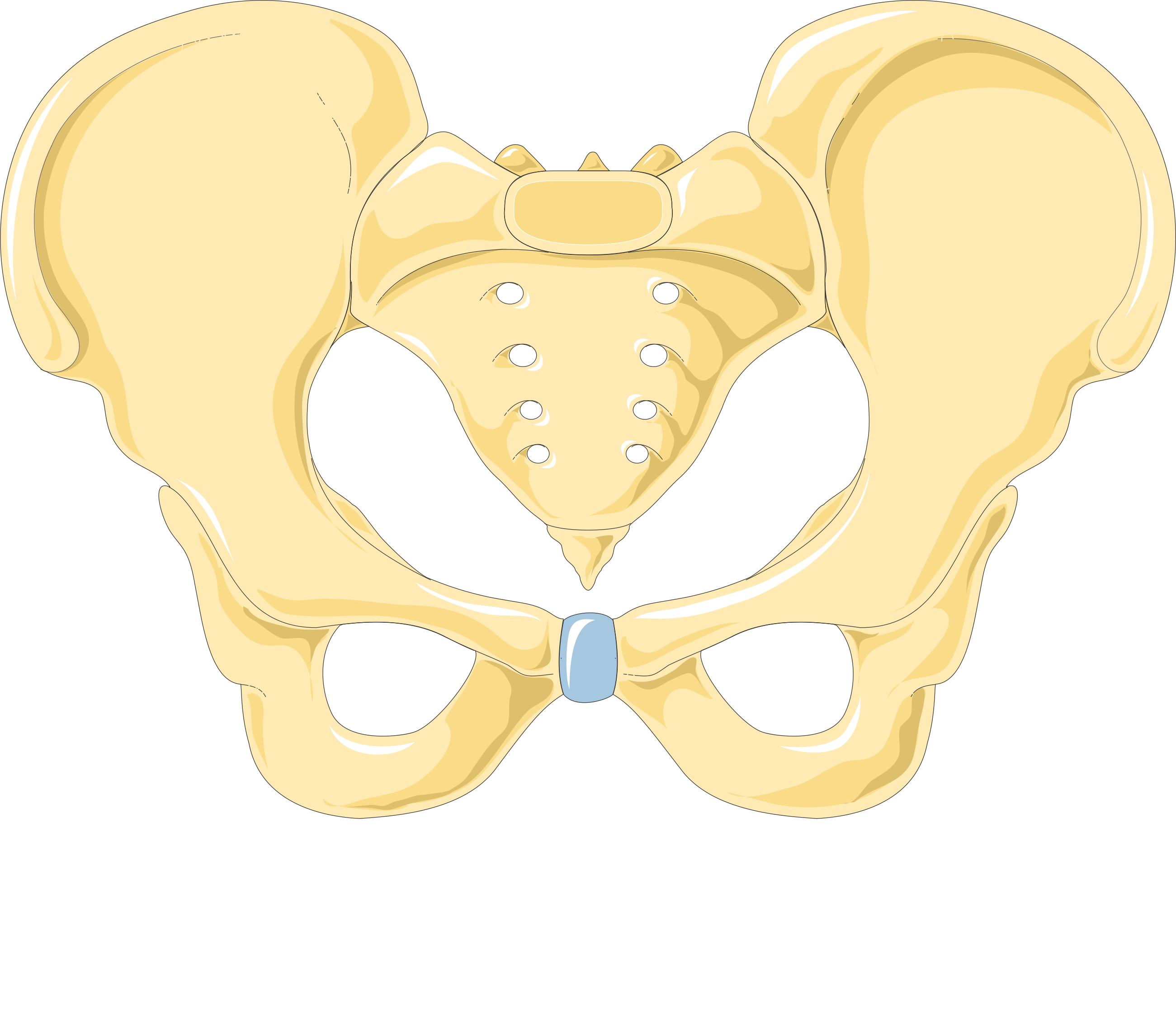
Xương chậu nữ giới

- Góc trước dưới là gai mu
- Góc sau trên là gai chậu sau trên
- Góc sau dưới là ụ ngồi 